# Mottola
Mottola – miejscowość i gmina we Włoszech, w regionie Apulia, w prowincji Tarent.
Według danych na rok 2004 gminę zamieszkiwało 16 570 osób, 78,2 os./km².